# 奇塔特 (喀喇沁)
奇塔特（？—1666年），乌梁海氏，清朝初年喀喇沁部蒙古贵族首领，者勒蔑后裔，花当的七世孙，革儿孛罗的六世孙，色棱长子。
曾随军攻打明朝大凌河、大同府、昌平县、蓟州、临清州，立下战功。顺治三年（1646年），奇塔特随豫亲王多铎追击苏尼特部腾机思，在瓯特克山交战，之后再击败喀尔喀部土谢图汗、车臣汗援军。顺治十四年（1657年），袭封喀喇沁左旗札萨克镇国公。其子乌特巴拉袭位。